# 佐賀県道・福岡県道146号坂口藤吉線
佐賀県道・福岡県道146号坂口藤吉線（さがけんどう・ふくおかけんどう146ごう さかぐちふじよしせん）は、佐賀県三養基郡みやき町から福岡県久留米市に至る一般県道である。

## 概要
佐賀県三養基郡みやき町大字坂口から福岡県久留米市大善寺町藤吉に至る。
交通量が多いのは、天建寺橋南交差点から大善寺橋交差点に至る区間で、福岡県道47号久留米城島大川線および福岡県道710号宮本大川線から天建寺橋へつなぐ、橋渡し的な役割を担っている。

### 路線データ
- 起点：佐賀県三養基郡みやき町坂口
- 終点：福岡県久留米市大善寺町藤吉（大善寺橋交差点、福岡県道47号久留米城島大川線・福岡県道710号宮本大川線交点、福岡県道756号中津白口線起点）

## 路線状況

### 道路施設

#### 橋梁
- 福岡県
  - 大善寺橋（広川、久留米市）

## 地理

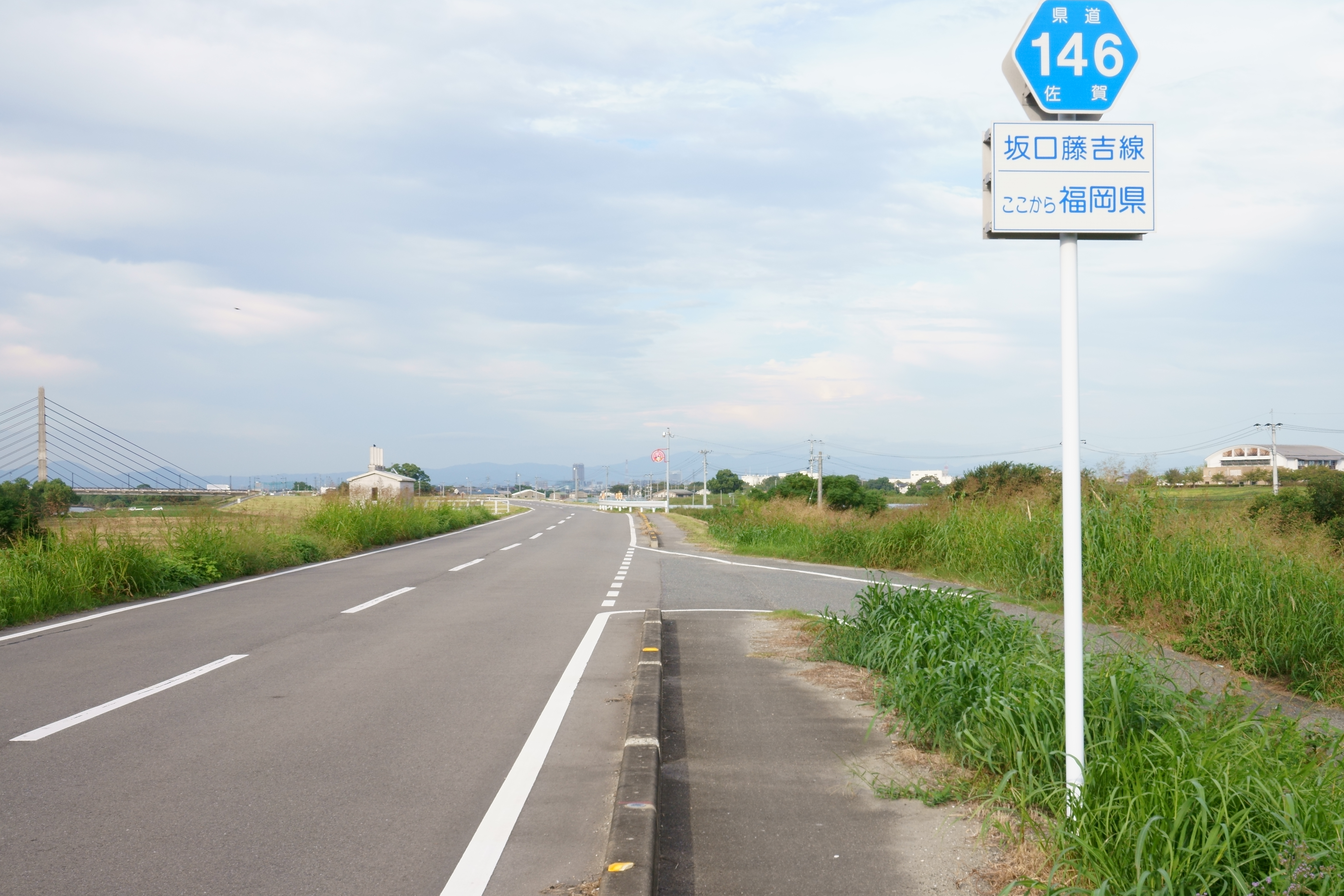
三養基郡みやき町坂口の県境付近

### 通過する自治体
- 佐賀県
  - 三養基郡みやき町
- 福岡県
  - 久留米市

### 交差する道路
| 交差する道路                                                                 | 交差する場所 | 交差する場所          |
| ---------------------------------------------------------------------------- | ------------ | --------------------- |
| 佐賀県道・福岡県道138号西島筑邦線 福岡県道・佐賀県道144号中津天建寺武島線    | 大善寺町中津 | 天建寺橋南交差点      |
| 福岡県道47号久留米城島大川線 福岡県道710号宮本大川線 福岡県道756号中津白口線 | 大善寺町藤吉 | 大善寺橋交差点 / 終点 |

### 沿線
- 天建寺橋